# 市役所前站 (岐阜縣)
- 關於位於各務原市的車站，請見「各務原市役所前站」。
- 關於位於羽島市的車站，請見「羽島市役所前站」。
- 關於位於關市的車站，請見「關市役所前站」。

市役所前站（日语：／ Shiyakusho-mae eki */?）是位於岐阜縣岐阜市今澤町，名古屋鐵道岐阜市內線本線（長良線）的電車站（廢站）。此站最接近岐阜市政廳。
在1946年，此站與朝日町站（日语：／）合併為一座電車站。本條目也會記述該電車站。

## 歷史
在1911年，岐阜市內線的前身美濃電氣軌道開通時開設此站。當時的站名為八寺町站（日语：／）。在3年後的1914年改名為郵便局前站（日语：／）。而在路線開通當初，路線只延伸至今小町站。而此站至該站之間，曾經於現時岐阜新聞總部附近位置設有朝日町站。此站在1946年與朝日町站合併，同時站名由郵便局前站改為裁判所前站（日语：／）。另外在同一時期，上述提及的今小町站與泉町站（後來名為大學醫院前站）合併。
後來在1957年，此站再改名為今澤町站（日语：／）。在1966年2月1日再改名為市役所前站。同日，岐阜市政廳遷移至此站附近的今澤町。後來由於汽車開始普及，使岐阜市內線的客量與業績不理想。隨著於1988年舉行岐阜中部未來博，為了避免阻礙市內的交通，把包含此站在內的徹明町站至長良北町站之間區間被廢除。而此站也同時被廢除。
- 1911年（明治44年）2月11日 - 美濃電氣軌道岐阜站前站至今小町站（後來與泉町站合併）之間開通，八寺町站啟用[3]。當時車站位於2021年前岐阜市政廳（日语：岐阜市役所）南廳舍附近。
- 1914年（大正3年）4月 - 電車站改名為郵便局前站[3]。
- 1930年（昭和5年）8月20日 - 美濃電氣軌道與名古屋鐵道（第一代。同年中改名為名岐鐵道，在1935年起再改名為名古屋鐵道）合併。成為名古屋鐵道的岐阜市內線電車站[3]。
- 約1946年（昭和21年） - 與朝日町站合併遷移，電車站改名為裁判所前站[3]。
- 1957年（昭和32年）7月15日 - 電車站改名為今澤町站[3]。
- 1966年（昭和41年）2月1日 - 隨著岐阜市政廳遷移，電車站改名為市役所前站[3]。
- 1988年（昭和63年）6月1日 - 岐阜市內線徹明町站至長良北町站之間廢除，此站也同時廢除[3]。

## 電車站構造
截至電車站廢除前，此站是地面車站，設有2面2線的相對式月台。電車站是建於在混合路權軌道上。此站沒有站房。

### 配線圖
| ← 伊奈波通方向  | 市役所前站 站內配線略圖 | → 徹明町方向 |
| 图例 参考文献： |                         |              |

## 相鄰電車站
名古屋鐵道
岐阜市內線
岐阜柳瀨－市役所前－大學醫院前
- 曾經此站與鄰站岐阜柳瀨站之間設有柳瀨站（日语：／）。但是設置時期不詳。

## 注腳